# Lago de Paladru
O Lago de Paladru, do francés: Lac de Paladru, é um lago natural, perto de Charavines, no departamento de Isère, região de Auvérnia-Ródano-Alpes, na França. Foi formado por um glaciar do rio Ródano.
Com uma área de 3,9 km2 (6 km de comprimento por 1200 m de largura máxima) e uma profundidade máxima de 33 e média de 25 metros, é um lagos naturais mais visitados para recreio. A região está protegida como património natural.